# Ларднер, Джон
Джон Ла́рднер (англ. John Lardner, род. 10 мая 1972 года в Глазго, Шотландия) — шотландский бывший профессиональный снукерист.

## Карьера
Стал профессионалом в 1991 году. За свою карьеру Ларднер несколько раз выходил в финальные стадии рейтинговых турниров; лучшими его результатами остались 1/8 финала на Thailand Masters 2000 (за выход в 1/4 он проиграл Кену Доэрти со счётом 3:5) и 1/16 чемпионата мира 1999 (за выход в 1/8 уступил Стивену Ли, 7:10). Кроме того, в 1993 Джон был финалистом нерейтингового Benson & Hedges Championship (отборочный турнир на Мастерс) — в решающем матче он проиграл Ронни О'Салливану, 6:9.